# Кустолян, Евгений Александрович
Евгений Александрович Кустолян (также Кустелян, в некоторых источниках Алексеевич; укр. Євген Олександрович Кустолян; (13 декабря 1898, Харьков — 2 сентября 1937, Киев) — советский экономист, статистик и деятель высшего образования. Участник Гражданской войны в России, сподвижник Артёма (Сергеева). Учился и работал в Харьковском институте народного хозяйства, был его проректором и последним ректором. После расформирования института работал в Харьковском инженерно-экономическом институте. Позже перешёл на партийную работу, был помощником секретаря ЦК ВКП (б) Лазаря Кагановича и заместителем председателя Харьковского городского совета. С 1935 года работал заместителем председателя республиканского Управления народнохозяйственного учёта. Участвовал в организации переписи населения 1937 года. Чуть позже Евгений Кустолян вместе с другими организаторами переписи был обвинён во «вредительстве» и приговорён к расстрелу. В 1957 году он был реабилитирован.

## Биография

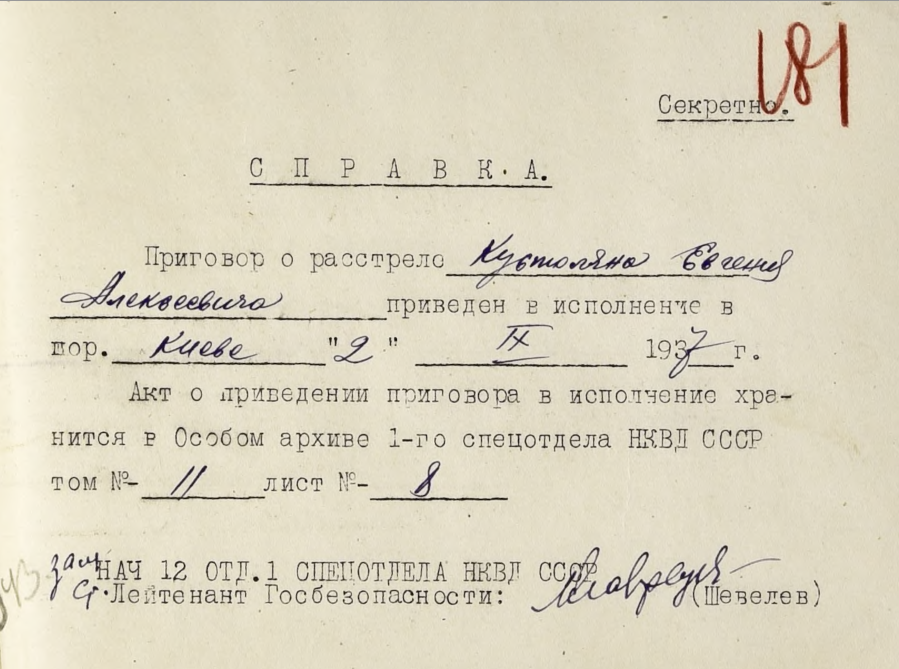
Справка о казни Евгения Кустоляна

Родился 13 декабря 1898 года в Харькове. Его отец был кустарём-портным родом из села Козельщина Харьковской губернии. По национальности украинец. Начальное образование получил в Первом училище им. Ф. С. Каркова Харьковского общества распространения грамотности в народе, которое окончил в 1910 году. Затем учился в Харьковской торговой школе ОВИН, которую окончил в 1915 году. В 1917 году вступил в коммунистическую партию. В девятнадцатилетнем возрасте был призван в Красную армию, в составе которой участвовал в Гражданской войне. Занимал должность военного комиссара 888-го, 889-го и 884-го военных госпиталей в Харькове. Служил под руководством большевика Артёма (Ф. А. Сергеева), о котором позже написал воспоминания. По окончании войны учился на промышленном факультете Харьковского института народного хозяйства, который окончил в 1924 году, был учеником профессора Петра Фомина. Учился в аспирантуре на кафедре народного хозяйства при институте, несколько раз отправлялся в научную командировку в Германию. Летом 1925 года он исследовал там местную экономику горной промышленности, а весной и летом 1927 года вместе с группой студентов института ознакомился как устроенно каменноугольное хозяйство и предприятия отрасли, в частности, системами товарооборота и материалооборота на них. Участвовал в работе аспирантского семинара на кафедре, где прочитал доклад о современной постановке конъюкторной работы в Германии. По окончании аспирантуры читал в институте на экономическом факультете курс «экономика промышленности» и вёл семинар «рационализация», также занимался научной работой.
В 1928 году был назначен проректором по учебной части и заведующим кафедрой, стал профессором. С октября 1929 года по сентябрь 1930 года был ректором института. Во время ректорства Евгения Кустоляна в стране проходила кампания по реформированию высшей школы, и институт был реорганизован и разделён на несколько новых учебных заведений. Кустолян стал работать проректором в новосозданном Харьковском инженерно-экономическом институте. По состоянию на 1929 год жил в Харькове по адресу улица Пушкинская дом 81.
В 1931 году назначен заместителем председателя Госплана при Госсовете по направлению партии. В следующем году стал помощником секретаря ЦК ВКП(б) Лазаря Кагановича. После назначения в 1933 году Павла Постышева Вторым секретарем ЦК КП(б) Украины, Евгений Кустолян был назначен заместителем председателя Харьковского городского совета. В следующем году стал заведующим Харьковского областного отдела народного образования. В 1935 году партия направила его на должность заместителя председателя республиканского Управления народнохозяйственного учёта (УНХУ) при Совете народных комиссаров Украинской ССР.
В государстве готовилась новая очередная Всесоюзная перепись населения, и Евгений Кустолян стал руководителем его украинского бюро. Предварительно была проведена «учебная перепись», по результатам которой Евгений Кустолян в декабре 1936 года сообщил руководству Центрального управления народно-хозяйственного учёта (ЦУНХУ), что «… перепись на Украине вследствие голодовки 1933 года и вымирание населения не даёт более 28-29 миллионов человек и что нами будут приняты все меры к тому, чтобы такой итог был». Всесоюзная перепись населения состоялась 6 января 1937 года, уже 10 января Евгений Кустолян прислал телеграмму начальнику ЦУНХУ Ивану Кравалю, в которой отмечал, что «результаты переписи по УССР, судя по предварительным данным, делают этот материал совершенно секретным». Исследователь Исупов В. А. отмечал, что телеграмма написана «с плохо скрытым испугом».
Евгений Кустолян был арестован 22 июня 1937 года. Его обвиняли по статьям 548, 5410 Уголовного кодекса Украинской ССР 1927 года за «вредительскую деятельность», которую он вёл в составе «контрреволюционной троцкистской организации». На допросах Евгений Кустолян заявил, что начал сотрудничать с «троцкистами» в 1933 году. Он называл неправильную политику хлебозаготовли причиной массового голода на селе, а так называемые выступления кулаков он считал протестом крестьянства против коллективизации. Кустолян признался, что сознательно занимался фальсификацией переписи, чтобы довести политику партии до банкротства, обвиняя её в вымирании населения. По показаниям товарища арестованного, Григория Лозы, к Кустоляну применялись физические методы воздействия, из-за которых он находился в ненормальном психическом состоянии. Когда Лоза ознакомился с копией протокола допроса товарища, он заявил, что «это писал не Кустолян, а дубинка следователя». По его мнению, следователи добивались с помощью таких показаний скомпрометировать Лазаря Кагановича, бывшего начальника Кустоляна. Координатор Электронного архива украинского освободительного движения Денис Пасечник утверждал, что «дела против исполнителей переписи были абсолютно фиктивными».
1 сентября 1937 года на закрытом судебном заседании выездной сессии Военной коллегии Верховного Суда СССР был вынесен приговор, в котором она признала Евгения Кустоляна виновным в совершении преступлений предусмотренных 547, 548, 5411 УК УССР 1927 года и приговорила его к высшей мере наказания (расстрелу) с конфискацией всего личного имущества. Он был расстрелян на следующий день после вынесения приговора в Киеве.
Во время «хрущевской оттепели», Евгений Кустолян был реабилитирован определением коллегии Верховного Суда СССР от 23 мая 1957 года. Приговор был отменён, а дело прекращено за отсутствием состава преступления. В справке-отзыве для рассмотрения дела по реабилитации, которую написал Григорий Лоза, он характеризовал Кустоляна как «кристалически чистого большевика активно боровшегося с троцкистами и бухаринцами».
Долгое время фигура Евгения Кустоляна оставалась малоисследованной, а его научные труды были забыты. Так, в 2004 году учёная Ирина Кравчина отмечала, что годы рождения и смерти, а также подробные данные о биографии и деятельности Кустоляна исследователям неизвестны, а его научные публикации «не найдены». Только после поисковой работы учёных Харьковского национального экономического университета, «на основе архивных данных и оригинальных материалов» удалось уточнить и значительно дополнить информацию о Евгении Кустоляне и его научном наследии.
Портрет Евгения Кустоляна вывешен в аудитории А3 интерактивных технологий обучения Харьковского национального экономического университета имени Семёна Кузнеца среди портретов других руководителей заведения.
На время ареста был женат на Камиле Григорьевне Самойловой, которая была заведующей детскими яслями в Петровском районе Киева и членом ВКП(б) с 1924 года.

## Научная и творческая деятельность
Евгения Кустоляна относят к научной школе его учителя Петра Фомина и к первому поколению выпускников харьковской системы профессионального экономического образования. Ещё во время аспирантуры, под руководством Фомина, исследовал вопросы экономики горной промышленности и кризиса в этой области. Позже он изучал вопросы экономики промышленного производства и металлургической промышленности. Внедрял использование математических методов в экономических исследованиях. Проводил исследовательскую работу на харьковских предприятиях, в частности на Харьковском моторостроительном заводе «Серп и Молот». Во время работы на кафедре народного хозяйства, под руководством профессора Фомина, вместе с коллегами А. Ратнером и Гольштейном основал семинар повышенного типа по вопросам экономики Донецкого бассейна, к которому привлекли лучших студентов промышленного цикла с экономического факультета Харьковского института народного хозяйства. Со временем семинар превратился в специальный кабинет Донецкого бассейна, который издавал собственный бюллетень «Вопросы экономики Донецкого бассейна» и сотрудничал с соответствующими трестами и наркоматами. Существовали планы по превращению кабинета в отдельный институт Донецкого бассейна для проработки основных экономических проблем тяжёлой индустрии бассейна.
По мнению Евгения Кустоляна, в реконструктивный период естественно и необходимо задействование «коллосальнейших затрат капитала» на рубль продукции, при этом эффективность данных затрат проявит себя только через несколько лет. Также он был против сравнения роста продукции и «основного капитала», отмечая, что оно будет всегда выдавать «неверную пессимистическую картину».
Кустолян был одним из основателей инженерно-экономической специализации в рамках промышленного факультета Харьковского института народного хозяйства, а затем Харьковского инженерно-экономического института. В книге «Очерки по истории ХНЭУ» Евгения Кустоляна характеризовали как талантливого экономиста.
Весной 1936 года написал «Воспоминания о тов. Артёме», где описал своё участие в Гражданской войне. Рукопись хранилась в Партийном архиве Института истории партии при ЦК Компартии Украины. В сокращённом варианте воспоминания были опубликованы в 1982 году в книге «Товарищ Артём. Воспоминания о Фёдоре Андреевиче Сергееве». Публикаторы отмечали, что в воспоминаниях Кустоляна присутствуют неточности.

## Избранные публикации
- Кустолян Е. А. К проблеме кризисов в Донецкой угольной промышленности // Вопросы экономики Донецкого бассейна. — 1927. — № 1. — С. 12—20.
- Кустолян Е. А. Рационализация германской каменно-угольной промышленности // Вопросы экономики Донецкого бассейна. — 1928. — № 2. — С. 14—25.
- Кустолян Е. А. К вопросу об исчислении эффективности загрузки предприятия металлопромышленности (По материалам завода «Серп и Молот») // Вопросы экономики Донецкого бассейна. — 1928. — № 3/4. — С. 17—22.
- Кустолян Е. А. Методология изучения эффективности рационализации // Пути индустриализации. — 1930. — № 4.
- Кустолян Е., Шурыгин В., Бурштейн Г. О вульгаризаторах диалектики от ТЭАКУП По поводу ст. проф. А. С. Попова («Технико-экономический анализ в каменноугольной промышленности СССР») // Горный журнал. — 1932. — № 9.
- Кустолян Е. А. Перепись населения социалистического государства // Коммунист. — 1936. — 26 октября (№ 247).
- Кустолян Е. А., Вейцблит И. И. Всесоюзный перепись населения 1937 года // Управление народнохозяйственного учёта УССР. — Киев, 1936.
- Кустолян Е. Всегда впереди // Товарищ Артём. Воспоминания о Федоре Андреевиче Сергееве (Артёме). — Харьков: Прапор, 1982. — С. 196—205. — 294 с.

### Комментарий
1. ↑  В литературе встречаются разные варианты отчества Евгения Кустоляна: Александрович[2] и Алексеевич[3].